# Helen Steward
Helen Steward (née en 1965 à Chester ) est une philosophe britannique. Elle est aujourd'hui professeure à l'Université de Leeds. Ses recherches portent notamment sur la philosophie de l'action, la philosophie de l'esprit et la métaphysique.

## A propos
Helen Steward est actuellement professeure de philosophie de l'esprit et de l'action à l'université de Leeds au Royaume-Uni. Elle commence sa carrière par l'obtention en 1986 un Bachelor en philosophie, politique et économie, en 1988 une spécialisation en philosophie, puis en 1992 un doctorat en philosophie délivré par l’université d'Oxford. Elle rejoint l'université de Leeds en 2007 avec une expérience de tutorat de 14 ans au Balliol College, à oxford. Ses cours se concentrent sur la métaphysique et l'ontologie de l'esprit et de l'action ou le problème du libre arbitre, mais également les relations entre humains et animaux. En 2015, elle reçoit une bourse de recherche délivrée par le conseil de recherche en arts et sciences humaines, the Arts and Humanities research Council,,.

### Livres
- A Metaphysics for Freedom, (Oxford : Oxford University Press, 2012) – Podcast BBIP
- Agency and Action éd. H. Steward et John Hyman (Cambridge : CUP, 2004).
- The Ontology of Mind: Events, Processes and States (Oxford : OUP, 1997).

### Articles sélectionnés
- 'What is a Continuant?', Proceedings of the Aristotelian Society, Supplementary Volume, LXXXIX, 2015: 109-23
- ‘Do Animals Have Free Will?’, The Philosophers’ Magazine, 68 (1), Apr 2015: 43-48[2]
- A Metaphysics for Freedom, (Oxford: Oxford University Press, 2012) – BBIP podcast
- ‘Responses’, Inquiry 56 (2013): 681–706. (Contient la réponse de Steward au commentaires de huit auteurs sur sa monographie A Metaphysics for Freedom, à laquelle est consacré une parte de Inquiry).
- 'Processes, Continuants and Individuals', Mind 122 (2013): 781-812
- 'Actions as Processes', Philosophical Perspectives 26:1 (2012): 373-88